# STS-8
STS-8 va ser la 8a missió del Transbordador Espacial de la NASA i el tercer vol del Transbordador Espacial Challenger. Va ser llançat el 30 d'agost de 1983 i va aterrar el 5 de setembre, la realització de la primera nit de llançament i la nit d'aterratge del programa del transbordador espacial. També va dur el primer astronauta afroamericà, Guion Bluford. La missió va aconseguir amb èxit tots els seus objectius d'investigació previstos, però es va veure entelat pel posterior descobriment que un coet accelerador de combustible sòlid gairebé havia funcionat malament catastròficament durant el llançament.
La càrrega útil principal de la missió era INSAT-1B, un satèl·lit indi de comunicacions i observació del clima, que va ser llançat per l'orbitador i va ser col·locat en una òrbita geoestacionària. La càrrega útil secundària, en substitució d'un satèl·lit de comunicacions de la NASA retardat, era una càrrega útil maniquí de quatre tones mètriques, destinat a provar la utilització del sistema manipulador remot "Canadarm" del transbordador. Els experiments científics realitzats a bord del Challenger van incloure la prova ambiental del nou maquinari i materials dissenyats per a futures naus espacials, l'estudi dels materials biològics dels camps elèctrics sota microgravetat, i la recerca en la síndrome de l'adaptació a l'espai (també conegut com a "malaltia de l'espai"). El vol, a més, va servir com a prova per al satèl·lit TDRS-1 llançat prèviament, que seria necessari per donar suport a la posterior missió STS-9.